# Захаров, Пётр Иванович (партийный деятель)
Пётр Иванович Захаров — советский хозяйственный, государственный и политический деятель.

## Биография
Родился в 1904 году в деревне Малахово ныне Нижегородской области. Член КПСС.
С 1920 года — на хозяйственной, общественной и политической работе. В 1920—1960 гг. — комсомольский и партийный работник в Нижегородской/Горьковской области и Татарской АССР, первый секретарь Казанского горкома ВКП(б), в аппарате ЦК ВКП(б), инструктор, заместитель заведующего оргинструкторским отделом ЦК КП(б) Таджикистана, участник Великой Отечественной войны, комиссар роты, заместитель командира полка по политчасти, инструктор, заместитель заведующего, заведующий отделом ЦК КП Таджикистана, председатель партийной комиссии при ЦК КП Таджикистана, заместитель Председателя Президиума Верховного Совета Таджикской ССР.
Избирался депутатом Верховного Совета РСФСР 1-го созыва, Верховного Совета Таджикской ССР 3-5-го созывов. Делегат XVIII съезда ВКП(б).
Умер в Душанбе в 1960 году.